# 亨利·弗朗索瓦·德·阿格索
亨利·弗朗索瓦·德·阿格索（1668年11月27日—1751年2月9日）法国政治家、法国司法大臣，被伏尔泰称为“法国有史以来最有知识的法官”。